# Аэропорт Острова Рождества
Международный аэропорт Острова Рождества (ИАТА: XCH, ИКАО: YPXM) (англ. Christmas Island International Airport) — гражданский аэропорт на территории Австралии в Индийском океане, на Острове Рождества.

## Краткая характеристика

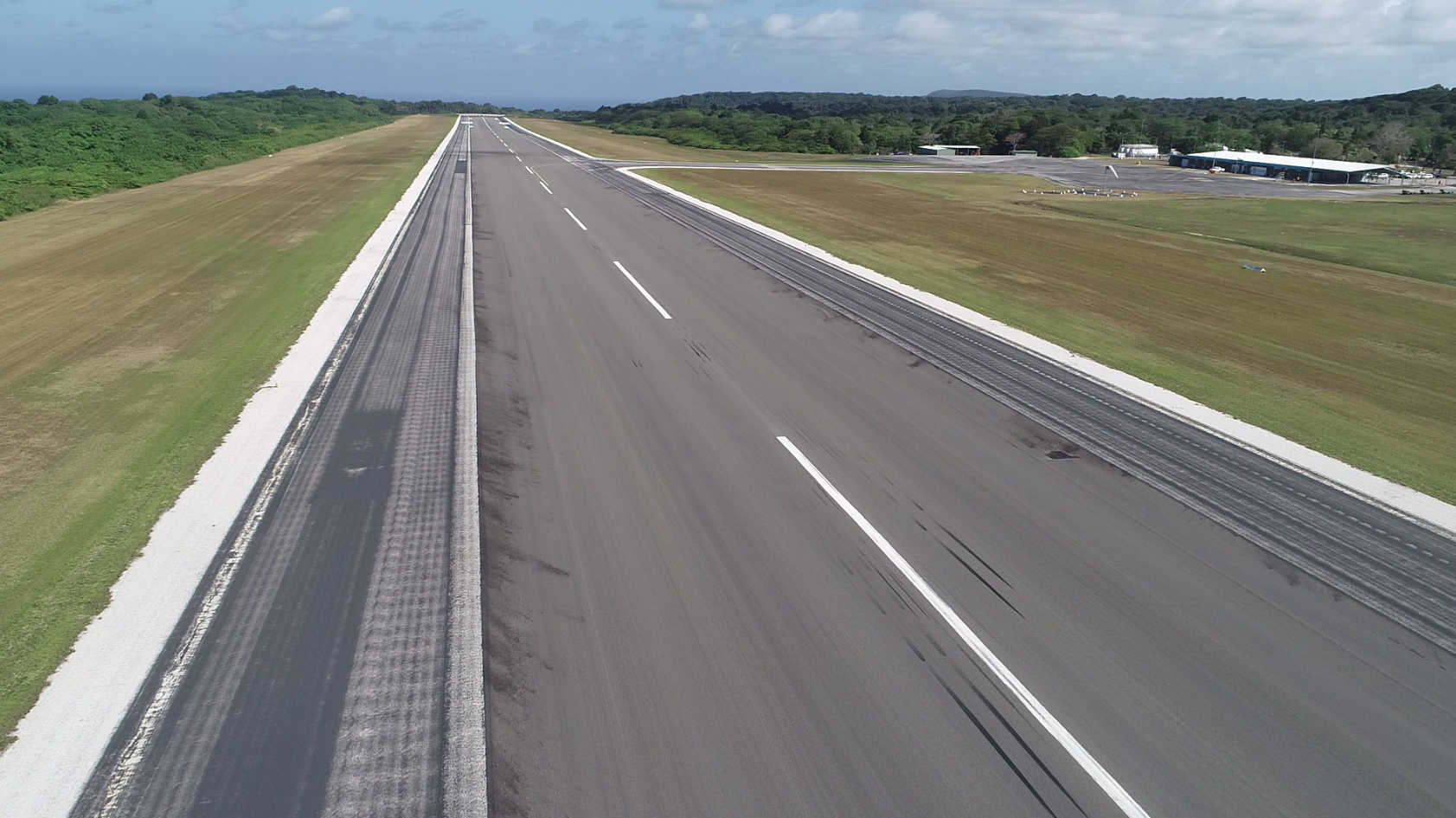
ВПП аэропорта

Расположен в 2600 км к северо-западу от города Перт, в 500 км к югу от столицы Индонезии — Джакарты, и в 975 км к северо-востоку от Кокосовых (Килинг) островов.
Аэропорт находится на высоте 279 м над уровнем моря. Он имеет одну взлетно-посадочную полосу 18/36 с асфальтовым покрытием.
Длина ВПП: 2.103 м, ширина: 45 м. Расположение аэропорта на вершине холма, с 2 % градиентом середины ВПП, делает его сложным для посадки.
Средняя температура + 23°С. Самый жаркий месяц октябрь + 24 °C, самый холодный месяц январь + 22°С. Количество осадков в среднем 1657 мм в год. Дождливый месяц март — 266 мм осадков, самый сухой месяц сентябрь — 2 мм осадков.

## История
Построен во время Второй мировой войны и имел гравийную взлётно-посадочную полосу. Остров Рождества тогда был частью Британской колонии. На аэродроме обслуживались преимущественно самолёты-амфибии Short Sunderland Королевских ВВС. 
Первый пассажирский самолет приземлился 6 июня 1974 года. Здание терминала было построено в 1992 году для обслуживания курорта и казино.

## См. также

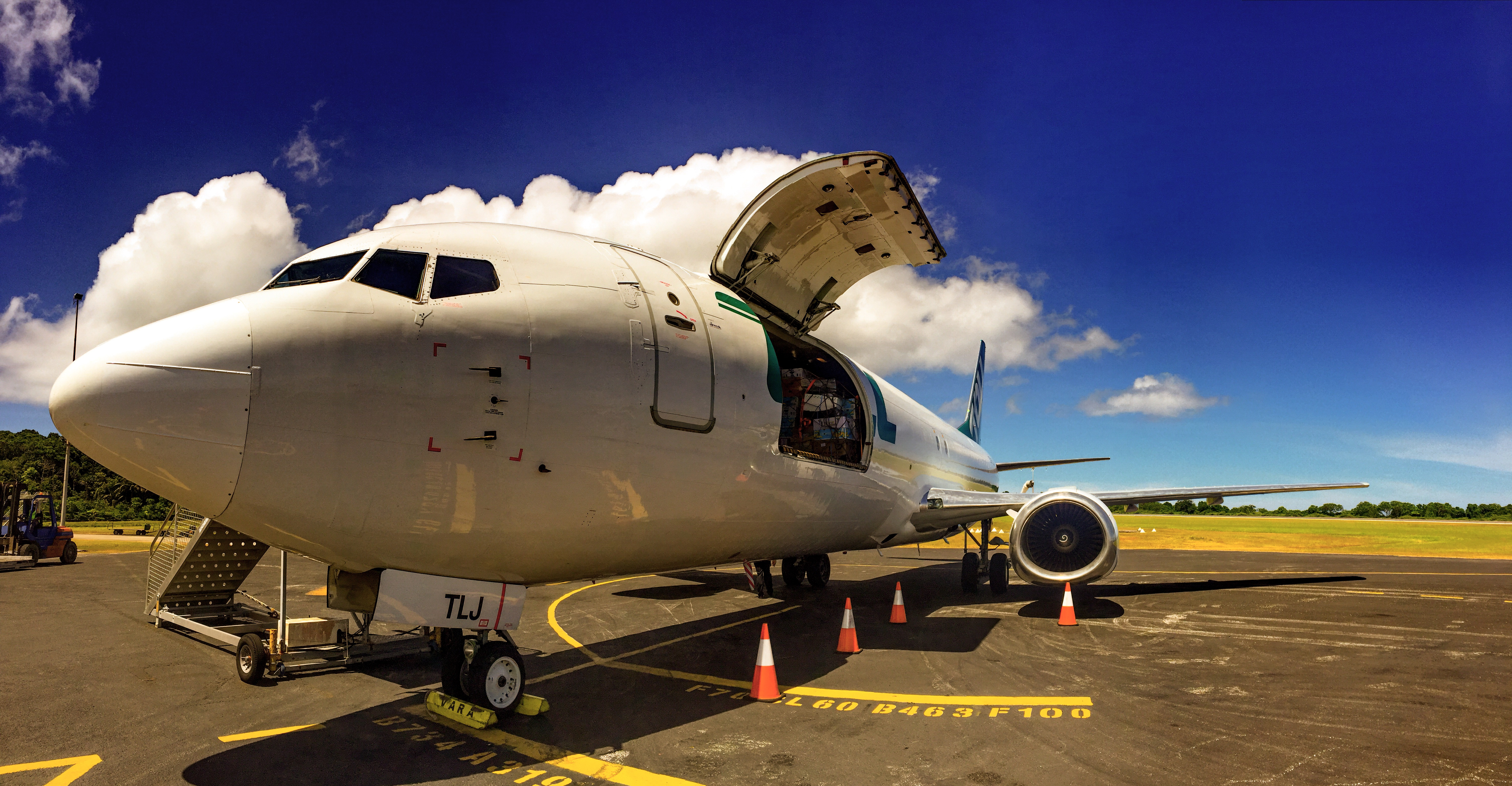
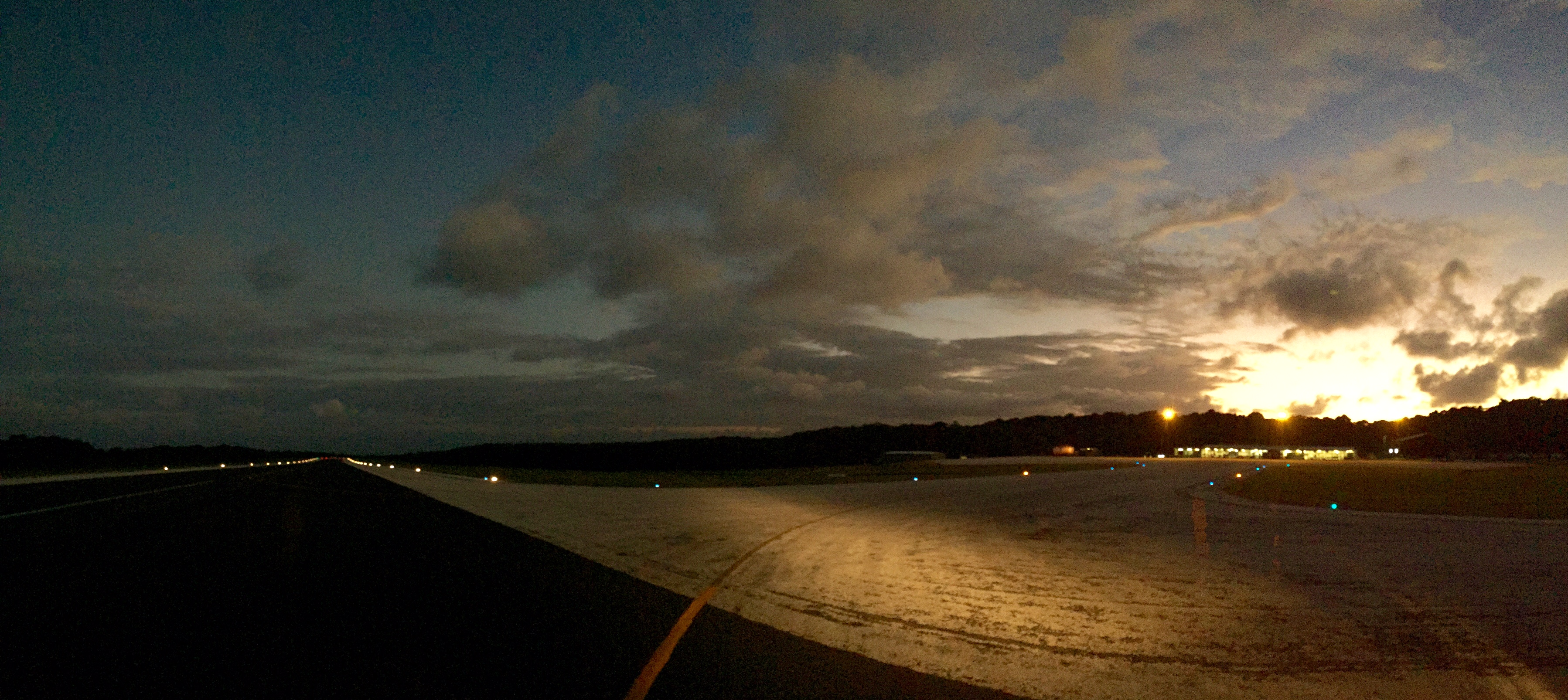
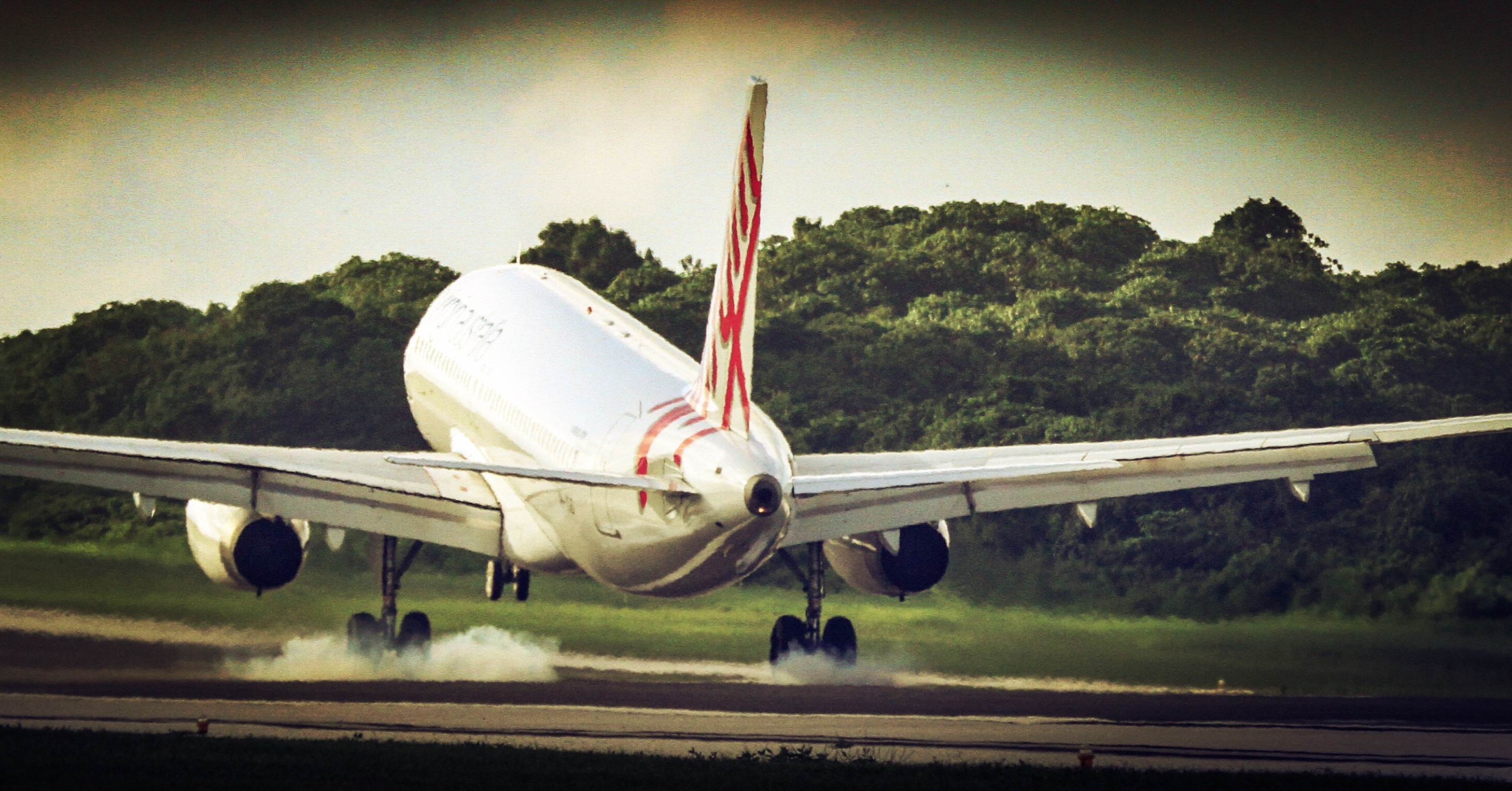

## Статистика аэропорта
| Год     | Пассажиров (чел.) | Взлётов/Посадок |
| ------- | ----------------- | --------------- |
| 2001-02 | 6515              | 229             |
| 2002-03 | 8778              | 303             |
| 2003-04 | 7504              | 249             |
| 2004-05 | 8125              | 255             |
| 2005-06 | 8093              | 256             |
| 2006-07 | 8072              | 262             |
| 2007-08 | 8594              | 413             |
| 2008-09 | 6665              | 246             |
| 2009-10 | 14 287            | 395             |
| 2010-11 | 27 286            | 428             |
| 2011-12 | 33 763            | 704             |
| 2012-13 | 35 939            | 700             |
| 2013-14 | 36 081            | 703             |
| 2014-15 | 26 726            | 508             |
| 2015-16 | 21 106            | 214             |
| 2016-17 | 18 918            | 220             |
| 2017-18 | 19 140            | 213             |
| 2018-19 | 18 452            | 208             |
| 2019-20 | 14 307            | 210             |
| 2020-21 | 19 342            | 228             |

## Медиафайлы
- Flying Christmas to Cocos Island (2013) на YouTube